# Taiwanomyia tafana
Taiwanomyia tafana är en tvåvingeart som först beskrevs av Alexander 1947.  Taiwanomyia tafana ingår i släktet Taiwanomyia och familjen småharkrankar. Inga underarter finns listade i Catalogue of Life.